# 柏田樹
柏田 樹（かしわだ たつき、1997年11月9日 - ）は、日本の男子バレーボール選手である。

## 来歴
宮崎県出身。12歳のときに友人に誘われたのがきっかけでバレーボールを始める。
都城工業高等学校、専修大学を経て、2019年、V1のサントリーサンバーズの内定選手となり、2020年入団。
入団1年目となる2020年、V2のサフィルヴァ北海道に期限付きで移籍した。2年目の2021年には同じくV2のヴォレアス北海道に移籍。V2優勝に貢献し、V・チャレンジマッチにも出場した。
3年目の2022年、サントリーサンバーズに復帰。2022年10月23日、リーグ戦の東レアローズ戦に第2セットから出場し、V1デビューを果たした。

## 所属チーム
- 都城工業高等学校（2013-2016年）
- 専修大学（2016-2020年）
- サントリーサンバーズ/サントリーサンバーズ大阪（2020年-）
  - サフィルヴァ北海道（2020-2021年）
  - ヴォレアス北海道（2021-2022年）